# Ludwig Seitz (konstnär)

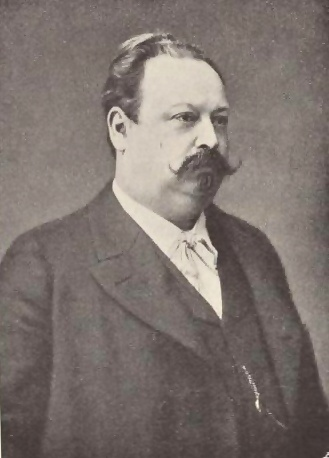
Ludwig Seitz.

Ludwig (eller Ludovico) Seitz, född den 11 juni 1844 i Rom, död den 11 september 1908 i Albano, var en tysk målare. Han var son till Alexander Maximilian Seitz.
Seitz målade, påverkad av 1400-talsmålare, fresker i katedralen i Freiburg med flera kyrkor och i Vatikanen samt blev direktör för de Vatikanska gallerierna.